# Дизайн-менеджмент

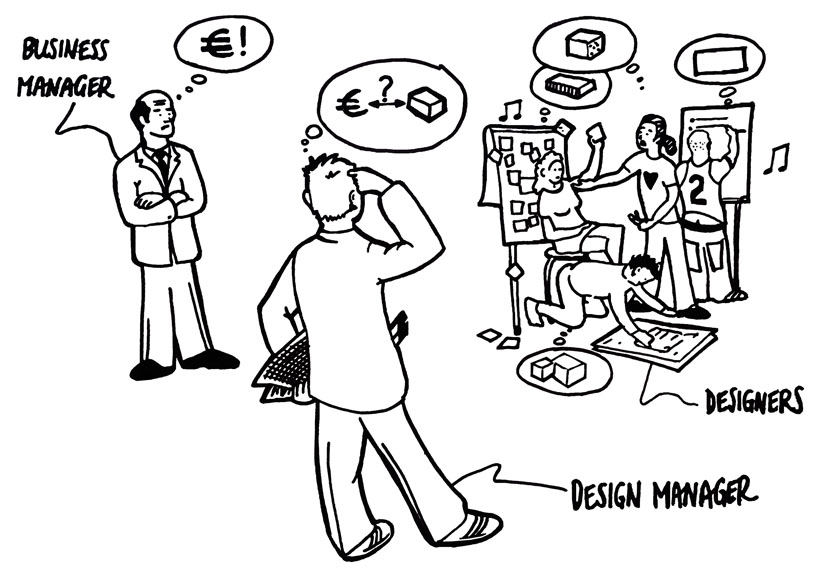
Дизайн-менеджмент представляет собой деловую сторону дизайна. Менеджерами необходимо владеть и языком бизнеса, и языком дизайна

Дизайн-менеджмент (англ. design management) — деловая дисциплина, изучающая применение дизайнерских практик, проектных и стратегических методов управления, а также методов управления цепочкой поставок к администрированию творческого процесса, развитию творческой культуры и созданию подходящей для творчества организационной структуры. Цель дизайн-менеджмента заключается в создании и поддержании эффективной деловой среды, в которой стратегия и миссия компании реализуются с помощью дизайна. Будучи совокупностью сквозных управленческих процессов, дизайн-менеджмент охватывает все уровни бизнеса (от оперативного до стратегического) и все фазы жизненного цикла проекта (от обнаружения до исполнения). Дизайн-менеджмент как область управленческой деятельности пересекается с управлением маркетингом, управлением операциями и стратегическим управлением.
Традиционно дизайн-менеджмент рассматривался как ограниченный инструмент для управления проектными работами, но впоследствии его практики были масштабированы и на другие аспекты бизнеса. Ныне формируется междисциплинарный подход, предполагающий адаптацию дизайн-мышления к системам стратегического управления. Эта парадигма предполагает сотруднический и итеративный стиль организации работ, подкрепляемый абдуктивной аргументацией. Дизайн занял место стратегического актива в создании ценности бренда, продуктовой дифференциации и обеспечении качества продукции многих компаний.